# Войтышин, Дмитрий Трофимович
Дмитрий Трофимович Войтышин — советский хозяйственный деятель, Герой Социалистического Труда.

## Биография
Родился в 1912 году в селе Хащеватое. Член КПСС с 1952 года.
В 1931—1934 гг. — колхозник, в 1935—1937 гг. — бригадир, в 1938—1941 гг. — председатель колхоза «Украина» Гайворонского района Кировоградской области.
Участник Великой Отечественной войны.
В 1945—1951 гг. — агротехник, в 1951—1972 гг. — председатель колхоза колхоза «Украина» Гайворонского района Кировоградской области.
Указом Президиума Верховного Совета СССР от 26 февраля 1958 года присвоено звание Героя Социалистического Труда с вручением ордена Ленина и золотой медали «Серп и Молот».
Умер в 1971 году в Гайворонском районе Кировоградской области.

## Награды и звания
- Герой Социалистического Труда (26.02.1958)
- Орден Ленина (21.05.1951, 26.02.1958)
- Орден Октябрьской Революции (08.04.1971)
- Орден Трудового Красного Знамени (31.12.1965)